# شهرستان کلمبیانا (اوهایو)
شهرستان کلمبیانا، اوهایو (به انگلیسی: Columbiana County, Ohio) یک سکونتگاه مسکونی در ایالات متحده آمریکا است که در اوهایو واقع شده‌است.

## نگارخانه